# Чемпионат СССР по боксу 1935
Чемпионат СССР по боксу 1935 года — 4-й чемпионат СССР по боксу, проходил с 10 по 13 июля 1935 года в Москве. В лично-командном первенстве принимали участие 72 боксёра из 6 команд. Чемпионат проводился по олимпийской системе с выбыванием после второго поражения по формуле боёв 3 раунда по 3 минуты.

## Медалисты
| Весовая категория           | Золото                                 | Серебро                               | Бронза                             |
| --------------------------- | -------------------------------------- | ------------------------------------- | ---------------------------------- |
| Наилегчайший вес (до 51 кг) | Лев Темурян СКИФ (Москва)              | Исаак Заславский «Спартак» (Киев)     | Иван Авдеев «Динамо» (Москва)      |
| Легчайший вес (до 54 кг)    | Василий Серов «Динамо» (Ленинград)     | В. Лозовский «Динамо» (Москва)        | —                                  |
| Полулёгкий вес (до 57 кг)   | Алексей Бакун «Спартак» (Ленинград)    | Сергей Ухин «Спартак» (Москва)        | Андрей Папьян «Динамо» (Ереван)    |
| Лёгкий вес (до 60 кг)       | Евгений Огуренков Профсоюзы (Москва)   | Виктор Шилягин «Динамо» (Ленинград)   | А. Ашумов «Динамо» (Баку)          |
| Полусредний вес (до 67 кг)  | Иван Ганыкин «Спартак» (Москва)        | Сергей Емельянов «Динамо» (Ленинград) | Андрей Тимошин «Динамо» (Москва)   |
| Средний вес (до 73 кг)      | Константин Рыкунов «Моряк» (Ленинград) | Николай Гудков «Спартак» (Ленинград)  | Геннадий Репнин «Спартак» (Москва) |
| Полутяжёлый вес (до 81 кг)  | Виктор Михайлов «Динамо» (Москва)      | Виктор Степанов «Локомотив» (Москва)  | Николай Королёв «Спартак» (Москва) |
| Тяжёлый вес (свыше 81 кг)   | Николай Беляев «Водник» (Ленинград)    | Анатолий Булычёв «Динамо» (Москва)    | Константин Бирк «Динамо» (Москва)  |

### Командный зачёт
1. Москва;
2. Ленинград;
3. Закавказская СФСР;
4. Белоруссия:
5. Украина;
6. Азово-Черноморский край.